# 西淡町
西淡町（せいだんちょう）は、兵庫県の淡路島南部にかつて存在した町。
2005年（平成17年）1月11日、三原郡の他の3町と共に合併して南あわじ市となったため消滅した。

## 地理
- 河川: 大日川、三原川、倭文川、新川、津井川、入貫川、孫太川、宝明寺川、柿ノ木谷川、於後川
- 湖沼: ため池が多数ある。

### 隣接していた自治体
- 津名郡五色町、三原郡緑町、三原町、南淡町
- 徳島県鳴門市（鳴門海峡を挟んで）

## 歴史
- 古来、幡多郷・神稲郷と称した。
- 1957年（昭和32年）7月1日 - 松帆村・湊町・津井村・阿那賀村・伊加利村・志知村が合併して発足。
- 1957年（昭和32年）10月1日 - 大字志知の一部（字佐礼尾・松本・難波・中島）が三原町に編入。
- 2005年（平成17年）1月11日 - 緑町・三原町・南淡町と合併して南あわじ市が発足。同日西淡町廃止。

## 行政
町長: 長江和幸（1993年7月8日から）

## 経済

### 産業
- 主な産業
  - 農業：米・野菜・酪農を中心とした複合経営
  - 漁業：ノリ・ワカメ等の養殖、クルマエビ・ヒラメ等の稚魚育成、放流等の栽培漁業が盛ん
  - 工業：淡路瓦の生産
  - 観光：鳴門のうず潮と慶野松原
- 産業人口（2000年国勢調査）
  - 総数 7,103人
    - 第1次産業 1,480人(20.8%)
    - 第2次産業 2,487人(35.0%)
    - 第3次産業 3,134人(44.1%)
- 昼夜間人口比 90.6%

## 姉妹都市・提携都市

### 国内
- 静内郡静内町（北海道）
  - 1990年9月9日姉妹都市提携

## 地域

### 教育

#### 高等学校
町内にはないが兵庫県立志知高等学校が近い。
かつては兵庫県立洲本高等学校西淡分校（兵庫県立志知高等学校の前身）があった。

#### 中学校
- 西淡町立御原中学校
- 西淡町立辰美中学校

#### 小学校
- 西淡町立松帆小学校
- 西淡町立湊小学校
- 西淡町立津井小学校
- 西淡町立伊加利小学校
- 西淡町立志知小学校

#### 幼稚園
- 西淡町立湊幼稚園
- 西淡町立津井幼稚園
- 西淡町立丸山幼稚園
- 西淡町立阿那賀幼稚園
- 西淡町立伊加利幼稚園
- 西淡町立志知幼稚園

#### 保育園
- 西淡町立松帆南保育園
- 西淡町立松帆北保育園

## 交通

### 道路

#### 高速道路
- 神戸淡路鳴門自動車道
  - 西淡三原インターチェンジ
  - 淡路島南インターチェンジ

1987年10月までは暫定的な終点として西淡仮出入口があった。場所は現在の南あわじ市衛生センターの近く。

#### 都道府県道
- 主要地方道
  - 兵庫県道25号南淡西淡線（兵庫県道477号接続部より南側、うずしおライン）
  - 兵庫県道31号福良江井岩屋線（淡路サンセットライン）
- 一般県道
  - 兵庫県道125号洲本西淡線（美緑（みりょく）ロード）
  - 兵庫県道126号西淡三原線
  - 兵庫県道234号湊港線
  - 兵庫県道476号津井津井港線
  - 兵庫県道477号阿那賀三原線（うずしおライン）

## 名所・旧跡・観光スポット・祭事・催事
- 慶野松原（海水浴場・キャンプ場）
- 滝川記念美術館玉青館
- 国清禅寺（牡丹まつり、南画）
- うずしお温泉まつり
- 大鳴門橋記念館

## 出身有名人
- 雨堤みなみ（女子バレーボール選手）
- 大内兵衛（マルクス経済学者、元東京大学名誉教授）
- 興津和幸（声優）
- 興津大三（元サッカー選手）
- 加地亮（プロサッカー選手）
- 樫野幸子（元バレーボール選手）
- 木場昌雄（元サッカー選手）
- 桑島省三（海軍中将）
- 古東領左衛門（津井村庄屋、天誅組志士）
- 波戸康広（元プロサッカー選手）
- 浜田駿吉（元ホッケー選手、実業家）
- 不動立山（日本画家）
- 宮本一三（衆議院議員、元文部科学副大臣）
- 山口崇（俳優、クイズタイムショック2代目司会）